# Matthias Gerhard von Hoesch
Matthias Gerhard Hoesch (seit 1744 Reichsfreiherr von Hoesch) (* 1698 in Eschweiler; † 1784) war ein Staatsmann und Diplomat in preußischen, kurkölner, kaiserlichen und kurbayerischen Diensten sowie Montanunternehmer im Raum Warstein.

## Herkunft und Ausbildung
Matthias Gerhard war der Sohn von Heinrich Hoesch (1669–1738) und der Helena von Recklinghausen (1666–1736) und stammt aus der Stolberger Linie der Unternehmerfamilie Hoesch. Seit dem Erwerb des Junkershammers durch seinen Urgroßvater Jeremias II. Hoesch, auf dem Matthias Gerhard aufgewachsen ist, war die Familie als Reide- und Kupfermeister tätig. Er selbst entschloss sich zu einem Studium der Rechtswissenschaften.

## Staatsdienst
Danach trat er 1725 zunächst in den Dienst des preußischen Königs Friedrich Wilhelm I. Er war clevischer und märkischer Hofgerichtsrat. Im Jahr 1728 wurde er Kreisdirektionsrat des niederrheinisch-westfälischen Reichskreises und Resident des Herzogs von Jülich.
Er trat 1733 in den kurkölner Staatsdienst ein und wurde im August 1735 Hofrat. In der Zeit der Tätigkeit für Kurköln trat er zum Katholizismus über. Im Zuge der Neuorganisation der staatlichen Führung erhielt er 1741 das neu geschaffene Amt eines Hofkanzlers unter Clemens August von Bayern. Neben ihm spielte der Geheime Regierungsrat nur eine untergeordnete Rolle. Protegiert wurde er vom französischen Gesandten Jean-Baptiste-François-Joseph de Sade. Mit dem politischen Kurswechsel des Kurfürsten von der bayerischen-französischen hin zur habsburger Partei verlor er bereits 1742 seinen Einfluss und das später nicht wieder besetzte Amt des Hofkanzlers.
Hoesch wechselte 1743 an den kaiserlichen Hof von Karl VII. Er wurde zum kaiserlichen geheimen Rat ernannt und 1744 in den Reichsfreiherrenstand erhoben. Er war unter anderem von 1744 bis 1746 bevollmächtigter kaiserlicher Minister beim fränkischen Reichskreis. Später trat er in kurbayerische Dienste und war ab 1747 bayerischer Gesandter in Kurköln. Bis 1778 war er als Diplomat tätig.

## Montanunternehmer
Im Raum Warstein legte er neben Johann Theodor Möller die Grundlage für den wirtschaftlichen Aufschwung. Im Jahr 1739 wurden ihm umfangreiche kurfürstliche Privilegien verliehen. Die Konzession umfasste Eisenschmelzhütten, Eisenhämmer und allgemein die davon abhängige Eisenfabriquen. Er ließ 1740 bei Suttrop eine Eisenhütte in der Nähe von Eisenlagerstätten im Bereich Oberhagen erbauen. Im Jahr 1744 kaufte er weitere Grundstücke und Waldungen hinzu. Es wurde Eisen verhüttet und Gusswaren hergestellt. Bereits 1740 hatte er auch die Errichtung eines Eisenhammers geplant. Aber erst 1744 konnte das Vorhaben vollendet werden. Es wurden Stab- und Platteneisen hergestellt. In Richtung Belecke wurde ein Zweigwerk Eisenhammer errichtet.
Darüber hinaus war er auch Besitzer von Schloss Pesch im heutigen Rhein-Kreis Neuss. Durch die Heirat seiner Tochter Henriette Helene († 1808/09) mit Heinrich Theodor von Hallberg ging der Besitz in die Hände der Familien von Hallberg über. Aus dem Unternehmen bei Warstein gingen im 19. Jahrhundert die Warsteiner Gruben- und Hüttenwerke hervor.